# Fabless
Il termine inglese fabless indica la progettazione e vendita di dispositivi hardware e circuiti integrati mentre la effettiva fabbricazione (fab) viene esternalizzata a un'azienda specializzata chiamata fonderia di semiconduttori. Le fonderie sono spesso, ma non esclusivamente, situate in Cina e Taiwan a causa del minor costo della manodopera; in questo modo le aziende fabless possono trarre beneficio da minori costi di capitale, concentrando la ricerca e sviluppo verso il mercato finale.
Vengono accreditati come pionieri del concetto fabless Bernie Vonderschmitt di Xilinx e Gordon A. Campbell di Chips and Technologies. La prima azienda di semiconduttori fabless, la Western Design Center, è stata fondata nel 1978. Xilinx, fondata nel 1984, è stata la prima che ha effettivamente separato la progettazione dei chip dalla loro produzione.

## Produttori più importanti
I 5 maggior produttori fabless nel 2020 erano:
| Posizione | Società  | Paese  | Ricavi (milioni di dollari) |
| --------- | -------- | ------ | --------------------------- |
| 1         | Qualcomm | USA    | 19,407                      |
| 2         | Broadcom | USA    | 17,745                      |
| 3         | Nvidia   | USA    | 15,412                      |
| 4         | MediaTek | Taiwan | 10,929                      |
| 5         | AMD      | USA    | 9,763                       |

I 5 maggior produttori fabless nel 2017 erano:
| Posizione | Società  | Paese  | Ricavi (milioni di dollari) |
| --------- | -------- | ------ | --------------------------- |
| 1         | Qualcomm | USA    | 17,078                      |
| 2         | Broadcom | USA    | 16,065                      |
| 3         | Nvidia   | USA    | 9,228                       |
| 4         | MediaTek | Taiwan | 7,875                       |
| 5         | Apple    | USA    | 6,660                       |

Le 5 aziende fabless con maggiori volumi di vendita nel 2013 erano:
| Posizione | Società  | Nazione | Entrate (milioni di dollari) |
| --------- | -------- | ------- | ---------------------------- |
| 1         | Qualcomm | USA     | 17 200                       |
| 2         | Broadcom | USA     | 8 200                        |
| 3         | AMD      | USA     | 5 300                        |
| 4         | MediaTek | Taiwan  | 4 600                        |
| 5         | Nvidia   | USA     | 3 900                        |